# Avena chinensis
Avena chinensis är en gräsart som först beskrevs av Fisch., Johann Jakob Roemer och Schult., och fick sitt nu gällande namn av Metzg.. Avena chinensis ingår i släktet havren, och familjen gräs. Inga underarter finns listade i Catalogue of Life.